# Batalla de Bobare
La Batalla de Bobare fue un enfrentamiento militar librado el 19 de octubre de 1813, en el contexto de la Guerra de Independencia de Venezuela, cuando las fuerzas realistas derrotaron a las patriotas.

## Antecedentes
Después de su victoria en Cerritos Blancos, el 13 de septiembre de 1813, los patriotas al mando del teniente coronel Ramón García de la Sena ocuparon Barquisimeto, donde descanso a sus soldados, pues habían sufrido muchas bajas. Entre tanto, el gobernador realista de Coro, coronel José Ceballos, secundado por el coronel Miguel Correa, salió de su ciudad el 22 de septiembre con 351 infantes y 24 oficiales. Llegó a Siquisique, donde se le sumaron los sobrevivientes de Cerritos Blancos, encabezados por el sacerdote Andrés Torrellas y el teniente coronel Juan de los Reyes Vargas. Luego marcharon a Carora, donde incorporaron más guerrilleros monárquicos y ahí se enteraron de que se aproximaba una columna al mando del teniente coronel Juan Manuel Aldao.

## Batalla
Instigado por Torrellas, Ceballos atacó el pueblo de Bobare, perteneciente al cantón de Barquisimeto, cuando Aldao no podía hacer nada para defenderlo. Aldao demostró su temeridad, en vez de intentar retirarse decidió quedarse y luchar. Los republicanos eran, según el historiador venezolano Nicolás González Chávez, apenas 350 hombres, mientras que sus enemigos sobrepasaban los 1.500. Por su parte, el historiador chileno Francisco Rivas Vicuña creía que cuando Ceballos pasó por Siquisique, se le unieron los guerrilleros sobrevivientes de Cerritos Blancos. Siguió por el río Tocuyo y se le sumaron los jinetes del coronel Pedro Luis Inchauspe, las guerrillas del coronel Francisco Oberto y los dispersos de las unidades vencidas del jefe Manuel Cañas. Así que dispondría de unos 2.000 hombres.
La columna patriota esperó y resistió las repetidas acometidas que lanzaron sus enemigos por varios puntos hasta que sus municiones empezaron a escasear y sus mejores oficiales estaban muertos o heridos. Al advertir la disminución en el número de defensores, los monárquicos atacaron con todo lo que pudieron, confiando en la victoria, forzando la retirada de sus enemigos. La persecución de Ceballos fue lenta, permitiendo a muchos escapar. Los prisioneros fueron ejecutados en el campo, con especial violencia los peninsulares, a quienes les cortaron las piernas y brazos a machetazos.

## Consecuencias
La derrota dejó al descubierto las líneas patriotas que conectaban Valencia con Puerto Cabello. Los vencidos dejaron varios muertos y heridos. Los supervivientes huyeron a Orachiche, a ocho leguas de Barquisimeto, mientras que Ceballos marchó sobre la guarnición de Barquisimeto. Pronto iban a volver a encontrarse en Yaritagua.